# Duinkerke

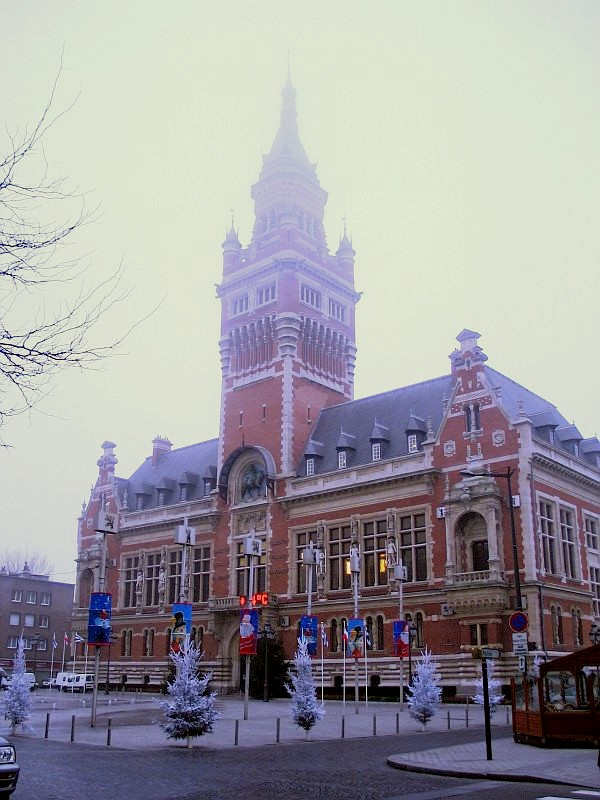
Stadhuis (2004)

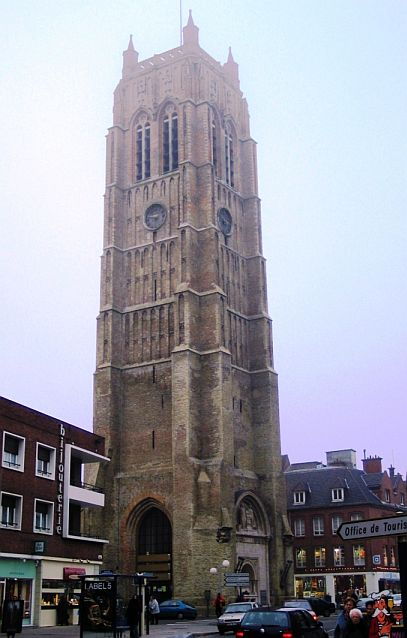
Belfort (2004)

Duinkerke (ook Duinkerken ; Frans-Vlaams: Duunkerke, Frans: Dunkerque, Duits: Dünkirchen, Engels: Dunkirk) is een stad in Frankrijk, in de regio Hauts-de-France, aan de grens met België. De gemeente telde 87.013 inwoners op 1 januari 2022. Duinkerke is een onderprefectuur van het Noorderdepartement (Département du Nord) en de hoofdplaats van het gelijknamige arrondissement, dat ongeveer overeenkomt met de Franse Westhoek.
Duinkerke ligt aan de Noordzee (tussen de Opaalkust en de Vlaamse Duinenkust); de haven is de op twee na grootste van Frankrijk, na die van Marseille en Le Havre. Per jaar wordt tussen de 40 en 50 miljoen ton lading in de haven overgeslagen.
De stedelijke agglomeratie Duinkerke, die ook de gemeenten Groot-Sinten (Grande-Synthe), Saint-Pol-sur-Mer, Nieuw-Koudekerke (Coudekerque-Branche), Leffrinkhoeke (Leffrinckoucke), Kapelle (Cappelle-la-Grande) en Fort-Mardijk (Fort-Mardyck) omvat, telt 265.974 inwoners. Duinkerke is dan ook een belangrijk centrum voor de hele regio, tot zelfs in België.

## Geschiedenis

### Middeleeuwen
Duinkerke dankt zijn naam aan een kerk die in de 9e eeuw gebouwd werd in een vissersdorp. Graaf Boudewijn III van Vlaanderen liet rond 960 de eerste vestingmuren optrekken. In de 12e eeuw kreeg de plaats stadsrechten. De haven bloeide op door de handel tussen Vlaanderen en Engeland.
Rond 1400 werden nieuwe stadsmuren gebouwd waarvan de toren de Leughenaer het enige overblijfsel is. In de 14e eeuw volgde de bouw van een dagmerk, dat het belfort zou worden, en van de gotische Sint-Eligiuskerk.

### Vroegmoderne Tijd
Door de langdurige oorlogen die Keizer Karel V in de 16e eeuw met Frankrijk voerde, werden schepen uit Duinkerke regelmatig door Franse kapers aangevallen. Om de eigen vissers te beschermen besloot het stadsbestuur zelf een kaapvaart te organiseren. Dit werd het begin van de befaamde Duinkerker kapers.
Het grootste deel van de Tachtigjarige Oorlog vochten de Duinkerker kapers aan de zijde van Spanje en saboteerden de handel van de Republiek der Verenigde Nederlanden. Stadhouder Maurits van Nassau organiseerde in 1600 een veldtocht naar Duinkerke, maar slaagde er ondanks zijn overwinning bij Nieuwpoort niet in zijn doel te bereiken. In 1646 wist een Frans leger onder de prins van Condé (Frankrijk vocht toen tegen Spanje in de Dertigjarige Oorlog) Duinkerke te veroveren na een lang beleg waarbij de Nederlandse admiraal Maarten Harpertszoon Tromp de stad vanuit de zee had afgesloten.
In 1646 werd Duinkerke veroverd door de Fransen maar in 1652 kwam de stad opnieuw in Spaanse handen. Tijdens een nieuw beleg werden de Spaanse troepen op 14 juni 1658 in de Slag bij Duinkerke verslagen door een Frans-Engels leger onder maarschalk Turenne. Op 25 juni gaf Duinkerke zich aan Turenne over, maar dezelfde dag nog stond Lodewijk XIV van Frankrijk de stad af aan Engeland. Nog steeds wordt eraan herinnerd dat Duinkerke op één dag 's morgens Spaans, 's middags Frans en 's avonds Engels was. Bij de Vrede van de Pyreneeën (1659) werd vastgelegd dat Duinkerke toebedeeld werd aan het Engelse Gemenebest.
Drie jaar later, in 1662, slaagde Frankrijk erin de havenstad van Engeland af te kopen en op 28 november van dat jaar werd de stad definitief Frans. Lodewijk XIV was overtuigd dat de haven, vlak bij Engeland en Nederland en de drukbevaren handelsroute via Het Kanaal, van groot belang was. In enkele jaren werd de stad ontwikkeld tot de belangrijkste oorlogshaven van Frankrijk. De beroemde vestingbouwer Vauban versterkte de haven en liet een citadel bouwen. De bevolking van de stad nam als gevolg daarvan sterk toe.
De meeste Duinkerker Kapers waren na 1658 vertrokken maar al gauw kwam de kaapvaart opnieuw tot bloei, nu uiteraard voor rekening van Frankrijk, met als beroemdste vertegenwoordiger Jan Baert, die een van de grootste Franse zeehelden zou worden. Wegens de kaapvaart lieten de Engelsen in 1713 in het Verdrag van Utrecht vastleggen dat de vestingwerken werden afgebroken en de haven werd gesloten. Op die manier werd de uitvalsbasis van de kapers onschadelijk gemaakt.
De bewoners van de stad gingen op zoek naar andere bronnen van inkomsten. De kustvisserij werd belangrijker maar ook de handel in koloniale waren waaronder slaven. De handel met Saint-Domingue, het huidige Haïti, leidde tot alcoholstokerijen, op basis van geïmporteerde rietsuiker, en tabaksfabrieken in Duinkerke. De smokkel van deze producten met Engeland leverde veel geld op voor de Duinkerker handelaren.

### Moderne Tijd
In de haven waren lange tijd scheepsbouwers actief. Zij bouwden schepen van hout voor de koopvaardij en visserij. In 1835 werd het eerste stoomschip gebouwd door scheepswerf Derycke. Omdat de schepen groter werden moesten de werven verhuizen naar de ingang van de haven. Hier werd in 1898 de grote scheepswerf Atelier et Chantiers de France gevestigd. Grote schepen konden zo gemakkelijk te water worden gelaten. Deze werf is eind 20e eeuw gesloten en gesloopt. Er is in de haven nog wel een werf van de Nederlandse Damen Shipyards Group.
In de Eerste Wereldoorlog lag Duinkerke op nog geen dertig kilometer van het IJzerfront. De stad speelde een belangrijke rol in de bevoorrading van de geallieerde troepen en werd meermalen gebombardeerd door Duitse zeppelins en langeafstandskanonnen (de zogenaamde Lange Max).
Tijdens de Tweede Wereldoorlog was de stad vooral bekend van de grote vlucht in 1940 vanuit Duinkerke van het Britse expeditieleger voor de Duitsers (de Evacuatie uit Duinkerke). De stad zelf werd daarbij grotendeels verwoest, en daarna door de Duitsers tot een vesting omgebouwd. Bij de bevrijding van Frankrijk in 1944 bleef de Festung Dünkirchen, net als sommige andere Franse kuststeden, in Duitse handen, deels beschermd door de overstroomde polders in de omgeving. De Duitse troepen werden vanuit IJmuiden bevoorraad door onderzeeërs van het type Biber. De bevolking was grotendeels geëvacueerd. Pas op 9 mei 1945 (een dag na de officiële capitulatie van Duitsland) gaf het Duitse garnizoen zich over.
De verwoestingen waren zo zwaar dat slechts een derde van de ca. 30.000 inwoners meteen kon terugkeren. Duinkerke moest vrijwel volledig opnieuw worden opgebouwd. Een groot deel van haar historisch erfgoed, zoals de meeste vestingwerken van Vauban, ging verloren.
Nadien kende de stad opnieuw een grote expansie, door de verdere uitbouw van de haven.
Het Vlaamse verleden is nog steeds merkbaar in de stad. Tot in de 18de eeuw was het Vlaams naast het Frans in gebruik in bestuur en kerk. De rederijkerskamer Michiel de Swaen is genoemd naar een literair actieve Duinkerkenaar. Na het midden van de 19de eeuw verdween het Vlaams, het laatst onder de vissersbevolking, en de Franse taal heeft sindsdien de Nederlands-Vlaamse dialecten verdrongen, maar in het lokaal taalgebruik worden nog wat Frans-Vlaamse dialectwoorden gebruikt. Ook in sommige lokale benamingen, zoals de Tour du Leughenaer (Toren van de Leughenaer), is het Nederlands behouden gebleven.

## Afbeeldingen

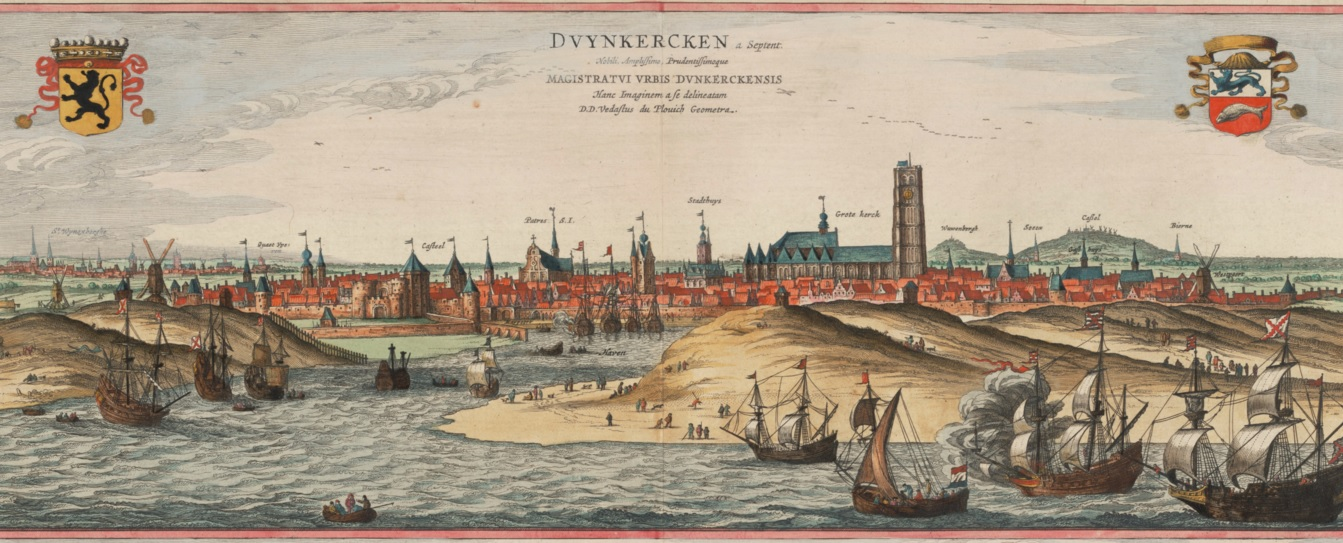
Duinkerke in de eerste helft van de 17e eeuw - afbeelding uit Flandria Illustrata (1641)
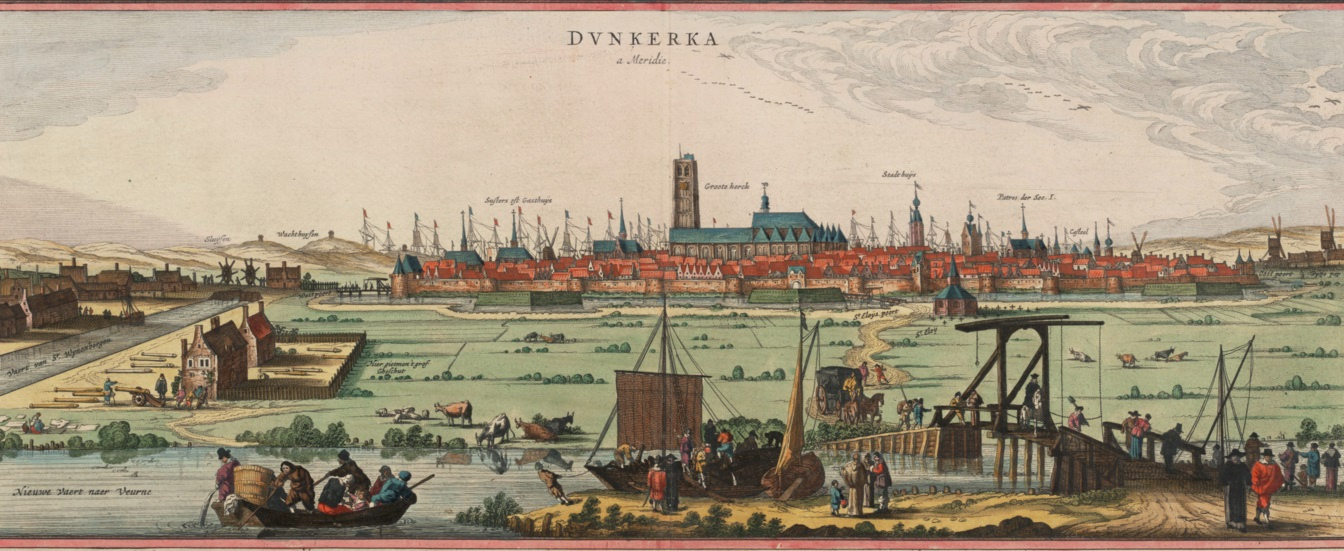
Duinkerke in 1641 (Flandria Illustrata)
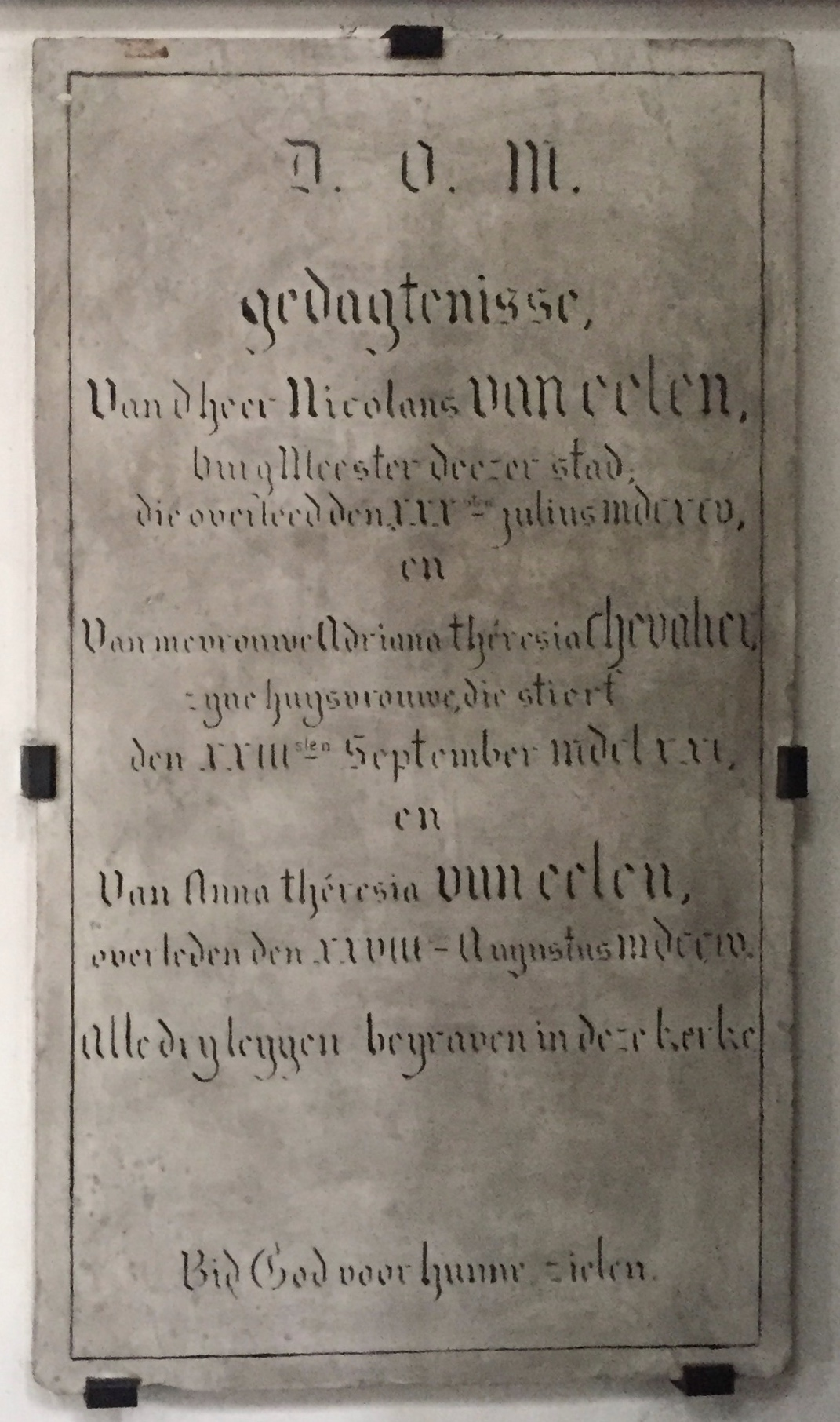
Nederlandstalige grafsteen in de Sint-Elooiskerk in Duinkerke
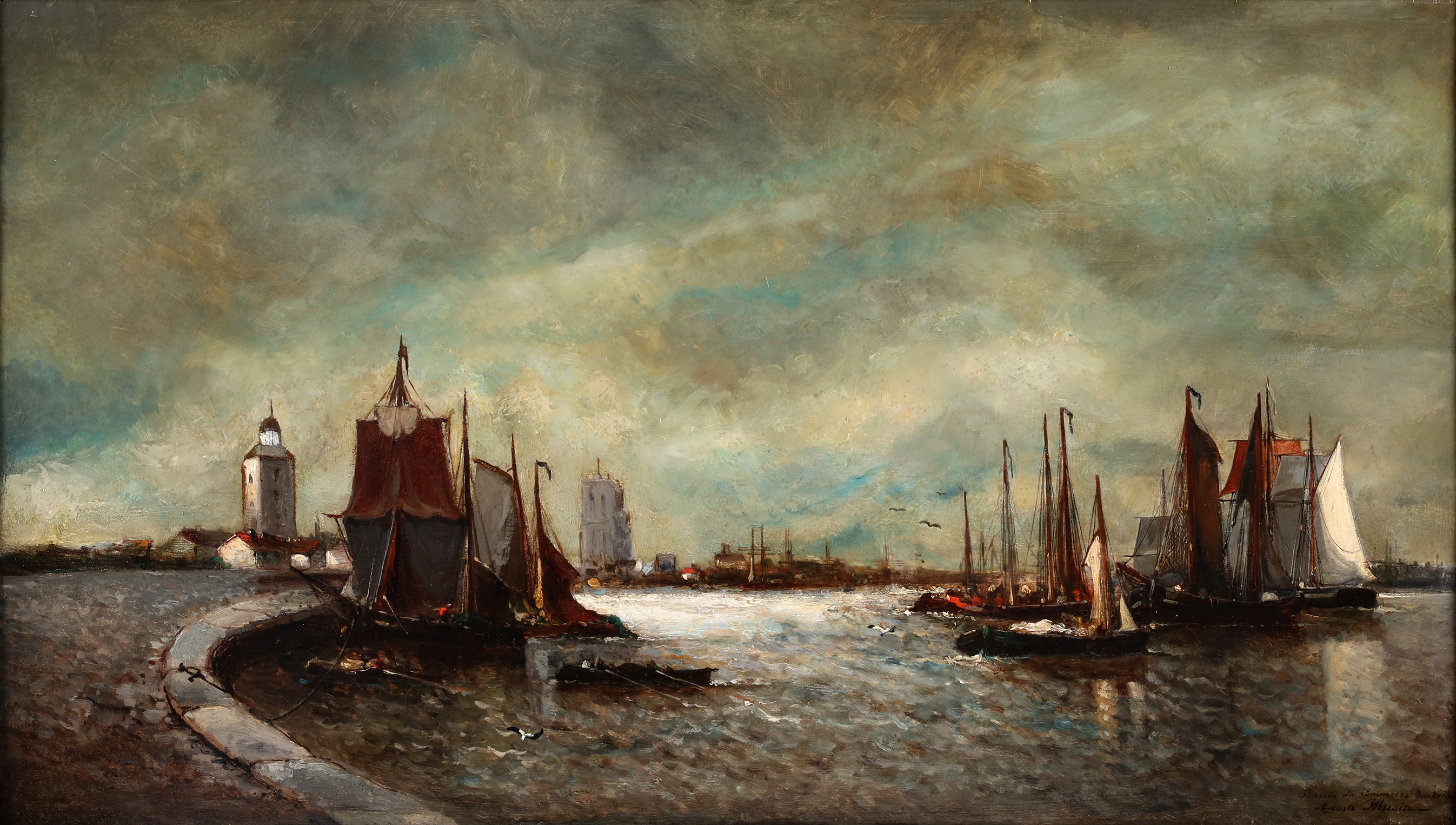
De haven van Duinkerke door Auguste Musin (Belgische collectie)
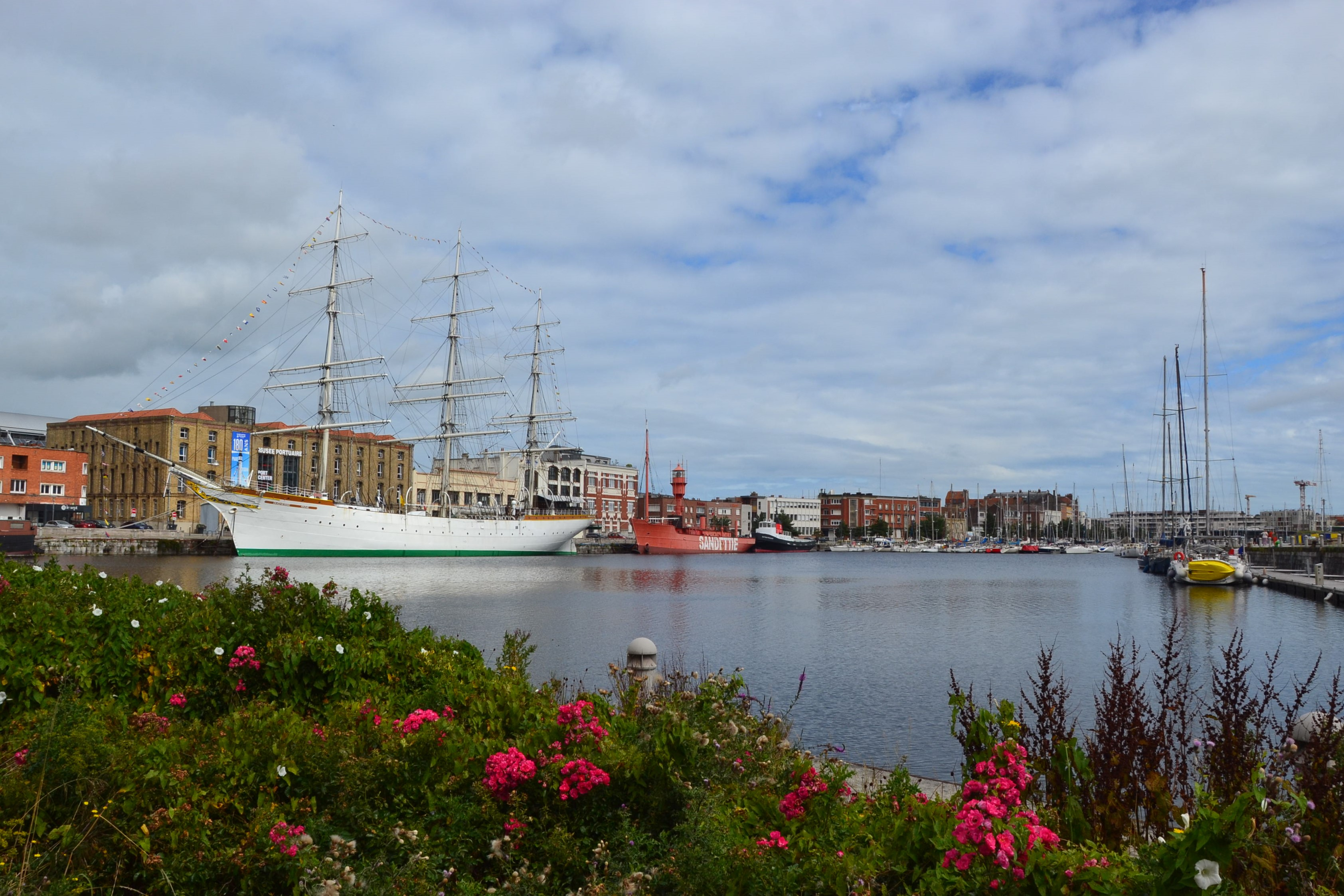
Bassin du Commerce

## Wijken
De gemeente Duinkerke is verdeeld in acht wijken (quartiers). Zes daarvan zijn voormalige zelfstandige gemeenten die in de loop der tijd door de stad zijn opgeslokt. De wijken hebben elk een eigen wijkhuis (mairie) waarin diverse gemeentelijke diensten zijn te vinden. Daarnaast heeft elke wijk een speciale wethouder in het stadsbestuur. De wijken zijn:
- Duinkerke-Centrum (Dunkerque-Centre)
- Duinkerke-Zuid (Dunkerque-Sud)
- Fort-Mardijk (Fort-Mardyck). Fort-Mardijk is niet volledig opgenomen in Duinkerke, maar is een zogenaamde commune associée.
- Klein-Sinten (Petite-Synthe)
- Malo-les-Bains
- Mardijk (Mardyck). Mardijk is niet volledig opgenomen in Duinkerke, maar is een zogenaamde commune associée.
- Rozendaal (Rosendaël)
- Saint-Pol-sur-Mer. Saint-Pol is niet volledig opgenomen in Duinkerke, maar is een zogenaamde commune associée.

De oppervlakte van Duinkerke bedroeg op 1 januari 2022 43,89 vierkante kilometer; de bevolkingsdichtheid was toen 1.982,5 inwoners per km².
De onderstaande kaart toont de ligging van Duinkerke met de belangrijkste infrastructuur en aangrenzende gemeenten:

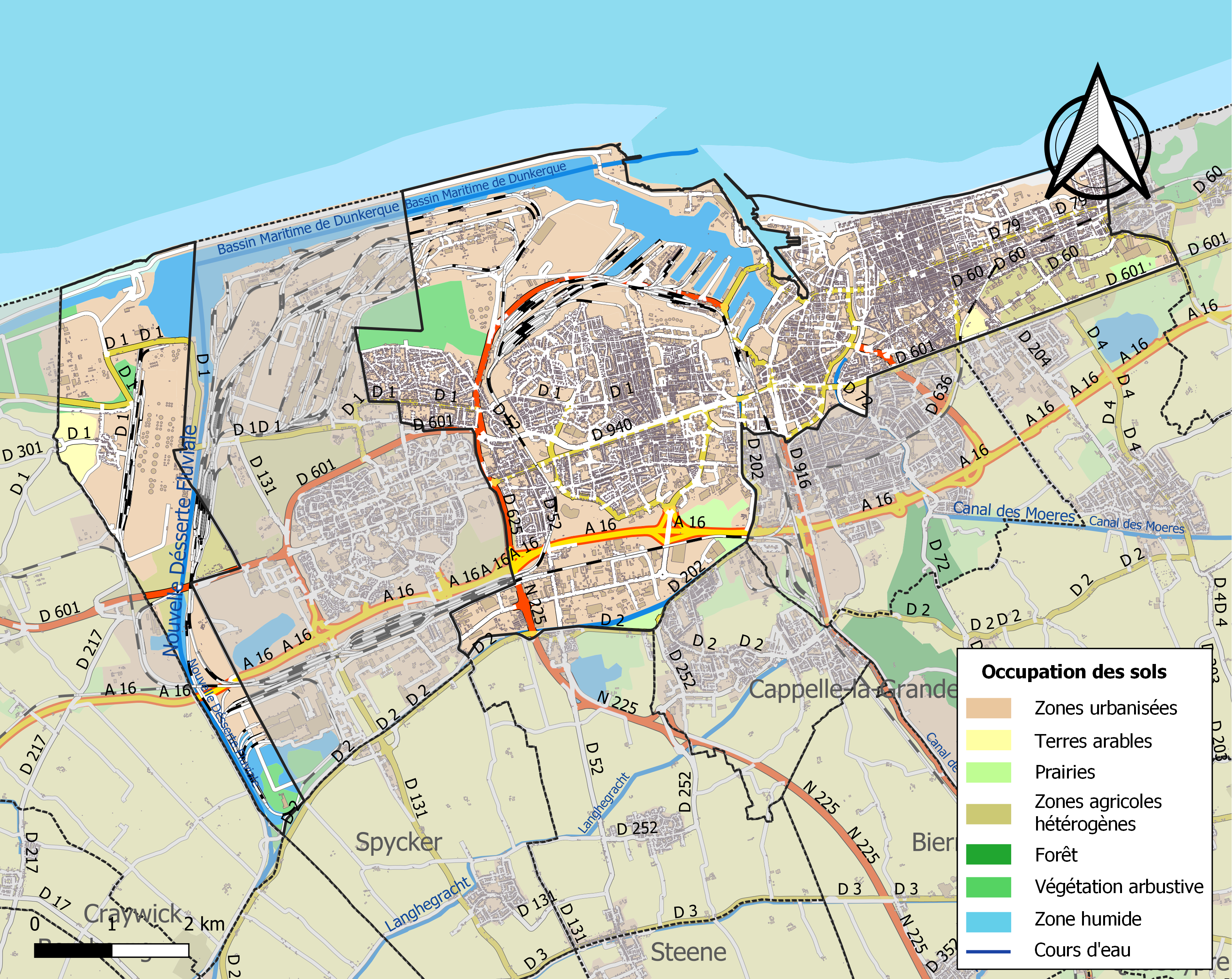

## Demografie
Onderstaande figuur toont het verloop van het inwonertal (bron: INSEE-tellingen).

## Waterlopen
Duinkerke ligt aan de Noordzee. De wijk Malo ligt direct aan de zee. De rest van Duinkerke, met de haven, wordt van de zee gescheiden door een grote dijk. In de rest van de stad komen verschillende kanalen samen.

Kanalen in het centrum van Duinkerke

De Havendijk is het oudste Duinkerkse kanaal. Het werd gegraven in 1499 en verbindt de achterhaven van Duinkerke met Sint-Winoksbergen. Het krijgt zijn water van de Kolme (Bergenvaart). Bij het toekomen in de achterhaven splitst het kanaal zich in twee. Het westelijk deel scheidt de wijk Jeu de Mail op zijn linkeroever van de benedenstad op de rechteroever en mondt uit in het westelijk stuk van een verbindingskanaal. Het oostelijk deel scheidt de benedenstad van Nieuw-Koudekerke op zijn rechteroever en mondt uit in het oostelijk deel van het verbindingskanaal ter hoogte van de "4 sluizen".
In 1679 begon de aanleg van de Broekburgvaart. Dit kanaal loopt naar het zuidwesten en verbindt de haven met de Aa. Een kleine 10 kilometer ten zuidoosten van Duinkerke, ter hoogte van Spijker splitst dit kanaal zich in twee. Het westelijk deel loopt noordwaarts tussen Mardijk op de linkeroever en Groot-Sinten en mondt uit in het havenbassin. Het oostelijk deel loopt verder oostwaarts tussen Klein-Sinten op de linkeroever en Armboutskappel en Kapelle om ter hoogte van Nieuw-Koudekerke noordwaarts af te buigen en eveneens uit te monden in het verbindingskanaal in Duinkerke.
De kanalen naar Sint-Winoksbergen en Broekburg krijgen beide een deel van het water van de Aa en zo vormt Duinkerke een oostelijke monding van deze rivier. De Broekburgvaart vormt met zijn afleidingskanaal een onderdeel van de verbinding Duinkerke-Schelde.
Het Kanaal Nieuwpoort-Duinkerke (Veurnevaart) werd aangelegd in de 17e eeuw. Vanaf de 4 sluizen loopt het bijna evenwijdig met de kust richting België, waar via de IJzer de Noordzee kan bereikt worden. Het kanaal scheidt Rozendaal van Nieuw-Koudekerke en Tetegem.
Ter hoogte van de 4 sluizen ten slotte mondt ook de kleinere Moerenvaart uit. Het verbindingskanaal werd in de 18e eeuw gegraven. In het interbellum werd een afvoerkanaal aangelegd ten oosten van de stadskern. Het scheidt het centrum van Malo en Rozendaal en mondt uit in de Noordzee.
Ten noordoosten en oosten van het stadscentrum ligt een groot bassin tussen Duinkerke, de haven en de zee. Het bassin wordt van de zee gescheiden door een lange dijk en strekt zich uit tot 15 kilometer ten westen van het stadscentrum, waar op de grens tussen Loon en Grevelingen een verbinding is met de zee.

## Bezienswaardigheden
- Standbeeld van Jan Baert

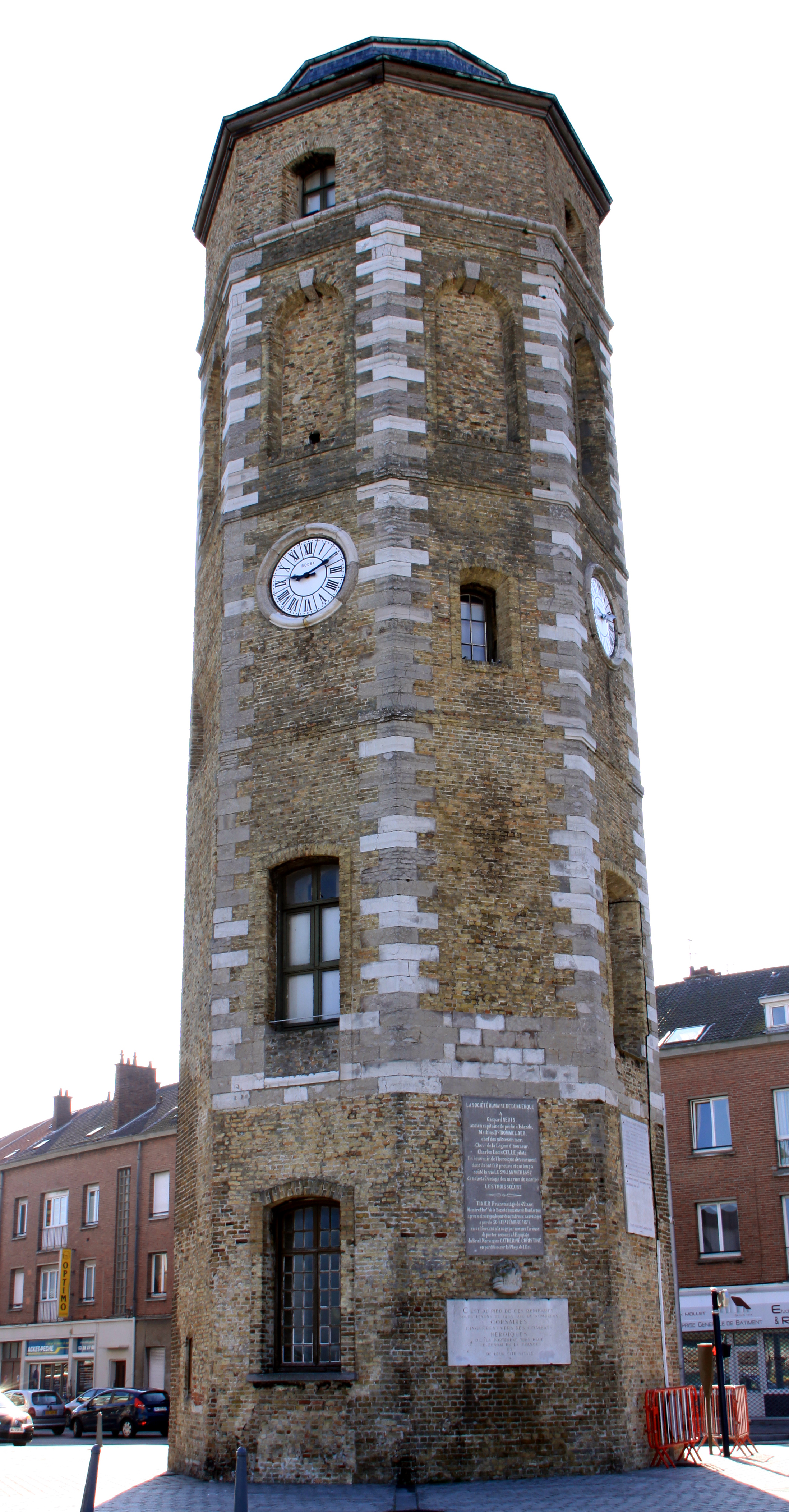
Toren van de Leughenaer

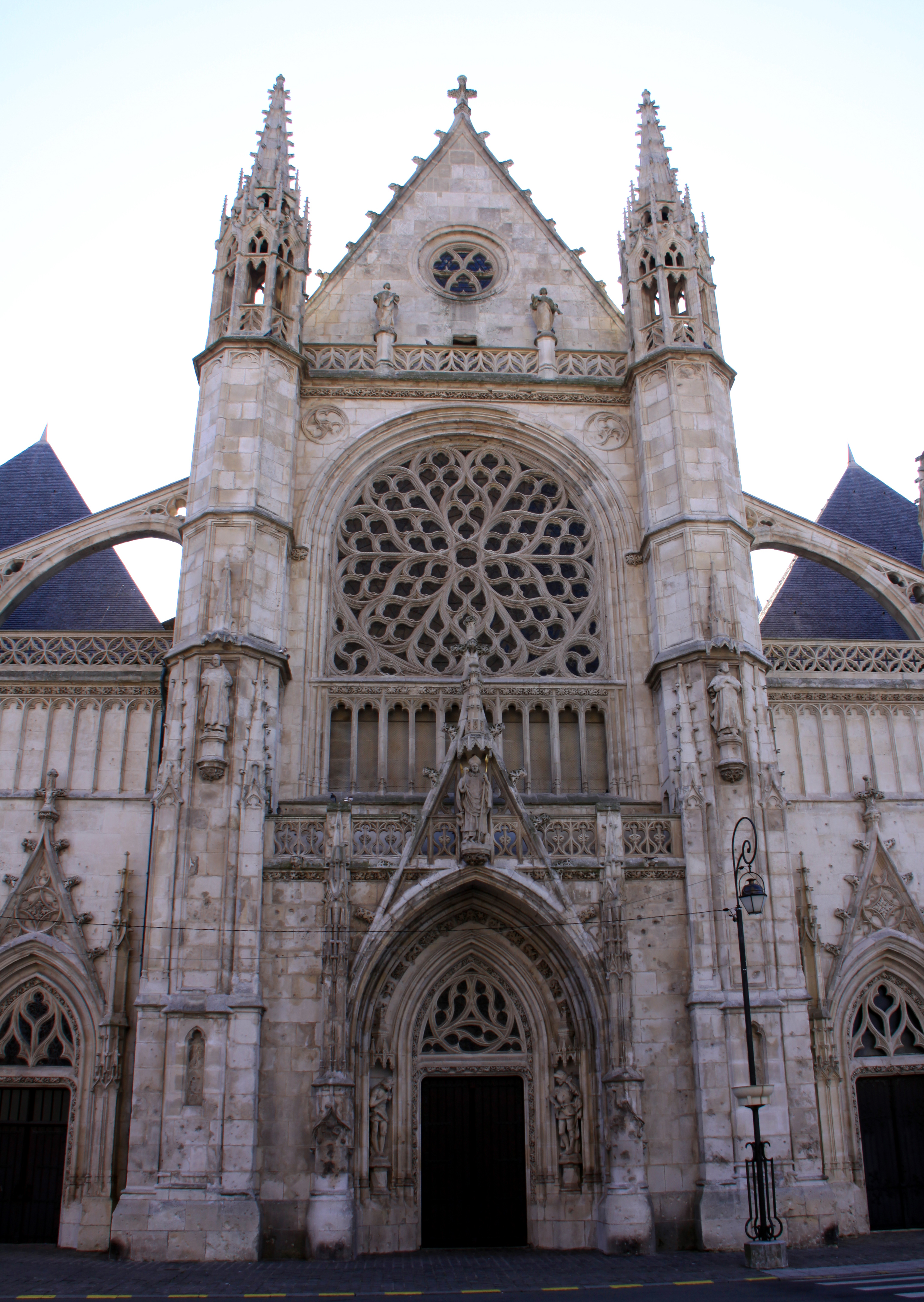
Sint-Eligiuskerk

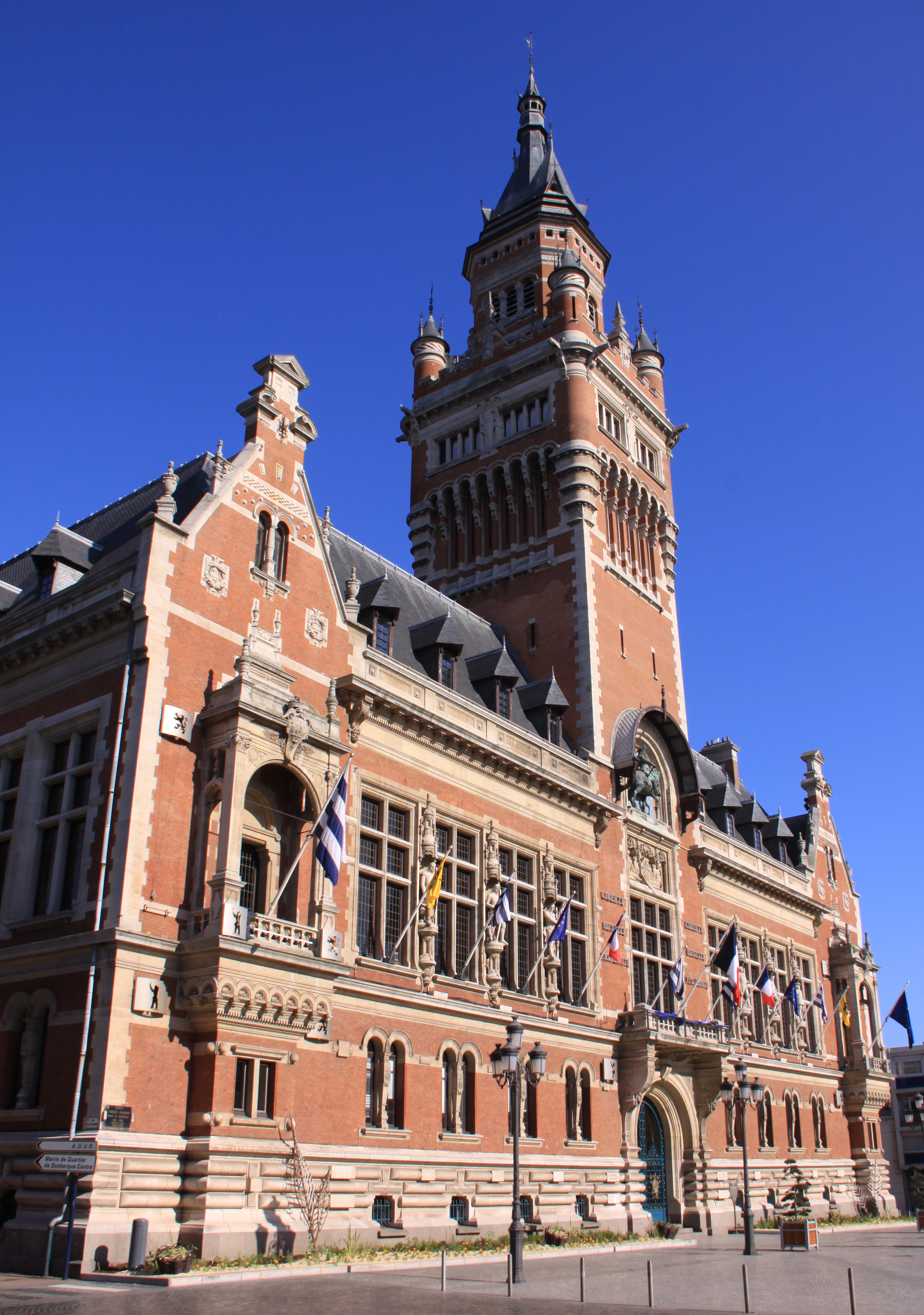
Stadhuis

- Stadhuis en het bijbehorende belfort
- Belfort van de Sint-Elooiskerk
- Sint-Elooiskerk (Église Saint-Éloi)
- Kleine Kapel van Onze-Lieve-Vrouw ter Duinen (Petite Chapelle Notre-Dame Des Dunes)
- Toren van de Leughenaer, een 15e-eeuwse vestingtoren
- Opleidingsschip De hertogin Anne (La duchesse Anne)
- Lichtschip Sandettié
- Vuurtoren van Duinkerke
- Kwartier van de citadel
- Op de stedelijke Begraafplaats van Duinkerke bevinden zich meer dan 1800 Franse oorlogsgraven uit de Eerste Wereldoorlog en meer dan 1000 Britse graven uit beide wereldoorlogen. Bij de begraafplaats staat het Dunkirk Memorial, een Brits monument voor meer dan 4500 gesneuvelden uit de Tweede Wereldoorlog zonder gekend graf.

## Musea
- Havenmuseum van Duinkerke, scheepvaartmuseum
- Mémorial du Souvenir, met Operatie Dynamo als hoofdthema
- Museum voor Schone Kunsten (Duinkerke)
- Learning center Ville durable - Halle aux sucres, met duurzame steden als hoofdthema, binnen de vorige Suikerhalle
- De LAAC
- Het FRAC

## Religie
- De Sint-Elooiskerk (Église Saint-Eloi) in Duinkerke-Centrum
- De Sint-Maartenskerk (Église Saint-Martin) aan de Rue de Paris
- De Sint-Jan-de-Doperkerk aan de Avenue de la Libération
- De Onze-Lieve-Vrouw van Lourdeskerk aan het Place de l'Abbé Bonpain te Rozendaal, van 1912
- De Kleine Kapel van Onze-Lieve-Vrouw ter Duinen (Petite Chapelle Notre-Dame Des Dunes) aan het Place Petite Chapelle
- De Sint-Benedictuskerk (Église Saint-Benoît) te Saint-Pol-sur-Mer, van 1869
- De Sint-Zefyrinuskerk (Église Saint-Zephyrin) te Rozendaal aan de Rue Paul Bert
- De Sint-Bernadettekerk (Église Sainte-Bernadette) te Rozendaal aan de Rue Albert Mahieu
- De Protestantse kerk van Duinkerke (Temple de Dunkerque) aan de Quai au Bois/Rue Dampierre
- De Église Protestante Évangélique te Klein-Sinten
- De Église Evangélique du Littoral te Saint-Pol-sur-Mer
- Het Redemptoristenklooster te Rue David d'Angers 15-17
- Enkele moskeeën

## Natuur en landschap
Duinkerke ligt aan de Noordzee en is een belangrijke Noordzeehaven. De stad kent veel zware industrie (ijzer- en staalfabrieken, raffinaderij) vooral ten westen van de stad. Van het duingebied rest hier slechts het Parc du Vent van 28 ha.

## Verkeer en vervoer
De stad is ook een belangrijk verkeersknooppunt. Duinkerke ligt aan de snelweg E40, die een veertigtal kilometers westelijk in Calais begint. In zuidoostelijke richting is er de E42/A25, die Frans-Vlaanderen doorkruist in de richting van Rijsel en bij Bergen op de E19 uitkomt.
Er is een TGV-verbinding met Rijsel en Parijs en er zijn TER-treinen die de hele regio bedienen. De spoorlijn tussen Leffrinkhoeke en De Panne, het verlengde van de spoorlijn De Panne-Gent, wordt niet meer gebruikt. Deze spoorlijn heeft plaats gemaakt voor een fietspad, dat uit verharde en halfverharde secties bestaat. Het sluit aan op een bestaande fietsroute tussen Rozendaal en Leffrinkhoeke.
Bussen DK'Bus Marine bedienen de agglomeratie en zijn gratis toegankelijk sinds 1 september 2018. 5 lijnen vormen een kernnet, aangevuld met lijnen met een lagere frequentie die eindigen in busstations net buiten het stadsgebied. Passagiers met als bestemming Adinkerke dienen zo over te stappen op lijn 20 in Leffrinkhoeke.
Daarnaast vaart er 12 keer op een dag een autoferry van DFDS Seaways van Duinkerke naar Dover.
De haven van Duinkerke is de derde haven van Frankrijk gemeten naar de hoeveelheid goederen die wordt overgeslagen. Per jaar wordt zo'n 40 miljoen ton geladen of gelost. De belangrijkste havens liggen achter schutsluizen zodat de schepen geen last van het getij hebben. Ongeveer een derde van de lading is ijzererts en steenkool voor de hoogovens van de geïntegreerde staalfabriek van ArcelorMittal. In 1998 kwam de Franpipe gereed. Deze pijpleiding voor het transport van aardgas begint in Noorwegen, bij het Draupnerplatform-E, en komt in Duinkerke aan land. De pijpleiding heeft een capaciteit van 19,6 miljard m³/jaar. In 2012 werd gestart met de bouw van een terminal voor vloeibaar aardgas. De grootste aandeelhouder is EDF met een belang van 65%. Deze terminal kan jaarlijks 13 miljard m³ aardgas in het netwerk te pompen.

## Sport
Handbalclub Union Sportive Dunkerque Handball Grand Littoral behaalde in haar geschiedenis een Franse titel en beker en haalde ook enkele Europese bekerfinales.
Voetbalclub USL Dunkerque speelde in de loop van de 20e eeuw verschillende decennia in de tweede nationale klasse, maar zakte in het begin van 21e eeuw naar de lagere reeksen. Sinds het seizoen 2020-2021 komt de club opnieuw uit in de Ligue 2.
Basketbalclub BCM Gravelines-Dunkerque, gevestigd in het Arrondissement Duinkerke, komt uit in de hoogste afdeling van het Franse profbasketbal. Het palmares van de club omvat onder andere een titel in de tweede afdeling (1987), Franse bekerwinst (2005) en een tweevoudige winst van de Leaders Cup (2011 en 2013).
In het wielrennen wordt jaarlijks de Vierdaagse van Duinkerke gereden, een rittenwedstrijd in de streek rond Duinkerke. De Ronde van Frankrijk 2001 startte in Duinkerke. In totaal was Duinkerke 19 keer etappeplaats in de wielerkoers Ronde van Frankrijk. Dit was voor het laatst het geval in 2025. De Fransman Félix Goethals won er drie etappes.

## Politiek
Burgemeesters van Duinkerke waren:
Eerste Franse Republiek
- 01/1790 - 11/1792 : Charles Thiéry De Bonte
- 11/1792 - 12/1793 : Jean-Marie Joseph Emmery
- 12/1793 : Josselin
- 12/1793 - 05/1795 : Henri Coppin
- 05/1795 - 11/1795 : Jean-Edme Vanhee
- 11/1795 - 03/1797 : Louis-Marie Debaeque
- 03/1797 - 05/1797 : Gaspard Boubert
- 05/1797 - 09/1797 : Joseph-Marie Mazuel
- 09/1797 - 03/1798 : Jean-Baptiste Kenny
- 03/1798 - 04/1799 : Philippe Dequeux De Saint-Hilaire
- 04/1799 - 11/1799 : Louis-Benoit Hovelt
- 11/1799 - 05/1800 : Pierre-Louis Faulconnier
- 05/1800 - 06/1802 : Philippe Dequeux De Saint-Hilaire
- 06/1802 - 12/1805 : Jean-Marie Joseph Emmery

Eerste Franse Keizerrijk tot einde monarchie
- 12/1805 - 1815 : Jean-Louis Kenny
- 1815 - 1826 : Pierre-Louis Degravier
- 1826 - 1827 : Jean-Benjamin Coffin
- 1827 - 1830 : Balthazar-Melchior Gaspard
- 1830 - 1831 : Guillaume-François Olivier
- 1831 - 1832 : Zozine-Narcisse Choquet
- 1832 - 1837 : Paul-André Lemaire
- 1837 : Louis Thevenet
- 1837 - 1838 : Paul-André Lemaire
- 1838 - 1843 : Augustin Gourdin
- 1843 - 1845 : François-Benjamin Delattre
- 1845 : Laurent Lemaire
- 1845 : Pierre Meneboo
- 1845 : Jean-Claude Mollet
- 1845-1846 : François Delattre

Tweede Franse Republiek tot einde interbellum
- 1846 - 1865 : Jean-Charles Mollet
- 1865 - 1870 : Jules Delelis
- 1870 - 1871 : Ezechiel Lebleu
- 1871 - 1878 : Frédéric d'Arras
- 1878 - 1884 : Ezechiel Lebleu
- 1884 - 1894 : Gustave Lemaire
- 1894 - 1908 : Alfred Dumont
- 1908 - 1925 : Henri Terquem
- 1925 - 1939 : Charles Valentin
- 1939 - 1942 : Auguste Waeteraere
- 1942 - 1945 : Paul-André Verley

Na de Tweede Wereldoorlog
- 1945 - 1953 : Gustave Robelet
- 1953 - 1966 : Paul-André Asseman
- 1966 - 1989 : Claude Prouvoyeur
- 1989 - 2014 : Michel Delebarre
- 2014 - ... : Patrice Vergriete

## Geboren
- Jean Bart (1650-1702), kaper in dienst van Frankrijk
- Michiel de Swaen (1654-1707), dichter (rederijker))
- Jean-Baptiste Descamps (1714-1791), schilder en kunsthistoricus
- Charles Delacre (1826-1907), stichter van het Belgische koekjesmerk Delacre
- Paul Meurisse (1912-1979), acteur
- Alain Dodier (1955), stripauteur
- Jean-Paul Rouve (1967), acteur en filmregisseur
- Didier Delesalle (1967), houseproducer

## Overleden
- Jean Bart (1650-1702), kaper in dienst van Frankrijk

## Stedenbanden
- Krefeld (Duitsland), sinds 1974
- Middlesbrough (Verenigd Koninkrijk)
- Eindhoven (Nederland)